# Ludwig Sölder
Ludwig Sölder (* 3. Februar 1921; † 2. Mai 2010) war ein österreichischer Beamter, der für seinen Schutz zweier jüdischer Frauen in der NS-Zeit vom Staat Israel ausgezeichnet wurde.

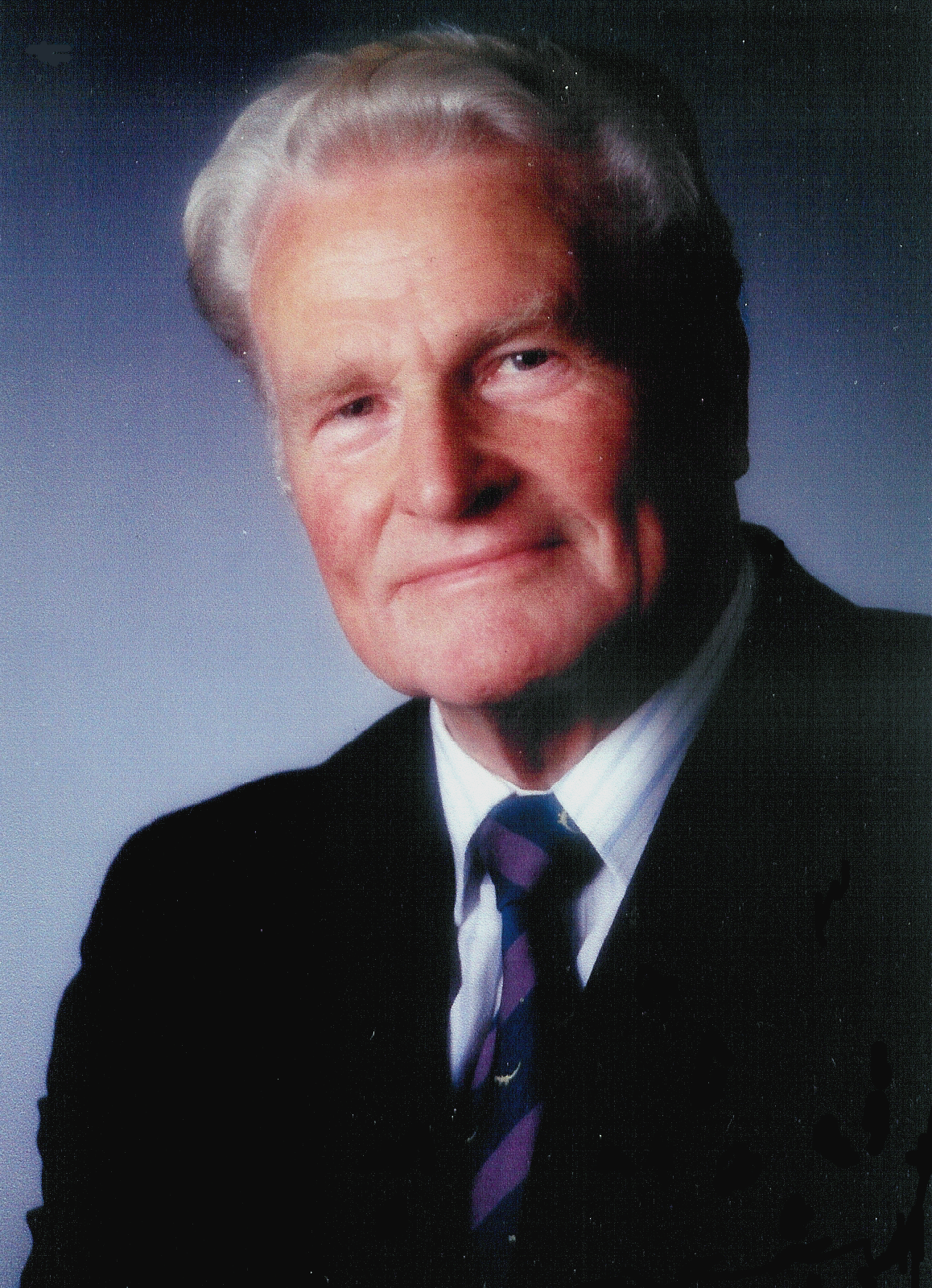

## Kriegseinsatz
1943 hat der Tiroler Ludwig Sölder aus Thaur in Jugoslawien zwei jüdische Frauen vor dem Tod gerettet. Er war im Alter von 21 Jahren als Leutnant der Wehrmacht mit einer Infanterie-Division in Crkvenica (Kroatien) im Einsatz. Hier wurde ihm der Auftrag erteilt, in einer Nacht das Haus zweier jüdischer Frauen (Mutter und Tochter) zu umstellen und beide festzunehmen. Den Frauen wurde unterstellt, in Verbindung mit Partisanen zu stehen und diesen auch Unterschlupf zu gewähren.
Sölder befahl die Soldaten zurück. Der jüngeren Frau trug er auf, bei ihm am darauf folgenden Vormittag zur Vernehmung zu erscheinen. Der Leutnant war nach der Einvernahme von der Unschuld der Frauen überzeugt. Er stellte den beiden, Zlata Schulteiss und ihrer Tante Rosa Wagner, eine „Unbescholtenheitserklärung“ aus. Diese war mit dem Stempel der Kompanie versehen. Damit konnten Mutter und Tochter gefahrlos den Krieg überleben. Der Gefährlichkeit seines Handelns war er sich bewusst.

## Studium
Nach dem Krieg begann Sölder sein Studium an der Leopold-Franzens-Universität in Innsbruck und trat der KÖHV Leopoldina Innsbruck im ÖCV bei, deren erster Senior nach dem Zweiten Weltkrieg er wurde. Schon in seiner Schulzeit wurde er Mitglied der KÖStV Sternkorona Hall. Er blieb zeitlebens Mitglied in seinen Studentenverbindungen.
Im alten Rathaus von Innsbruck wurde Sölder (mittlerweile Hofrat der Tiroler Landesregierung) vom Staat Israel und der israelitischen Kultusgemeinde in Innsbruck am 3. August 1986 für sein Handeln von 1943 geehrt. Zlata Schulteiss nahm an dem Festakt teil. Zur Anerkennung als "Gerechter unter den Völkern" kam es nicht, die Israelische Gedenkstätte Yad Vashem begründet dies damit, dass er sich bei seiner Hilfeleistung keiner Gefahr ausgesetzt habe.
Am 2. Mai 2010 verstarb Sölder in Thaur, wo er auch beerdigt wurde. An dem katholischen Gottesdienst nahmen Vertreter der israelitischen Kultusgemeinde teil.